# 35 (tal)
35 (trettiofem) är det naturliga talet som följer 34 och som följs av 36.

## Inom matematiken
- 35 är ett udda tal.
- 35 är ett semiprimtal
- 35 är ett extraordinärt tal.
- 35 är ett pentagontal.
- 35 är ett pentatoptal.
- 35 är ett tetraedertal.
- 35 är ett centrerat kubiktal.
- 35 är ett centrerat tetraedertal.
- 35 är ett Størmertal.
- 35 är ett palindromtal i det senära talsystemet.

## Inom vetenskapen
- Brom, atomnummer 35
- 35 Leukothea, en asteroid
- Messier 35, öppen stjärnhop i Tvillingarna, Messiers katalog